# Tópica
Tópica, del griego τοπικός, es la parte de la retórica en sentido amplio que contiene el arsenal de ideas o argumentos con los cuales, por un lado, el orador piensa y organiza su pensamiento y, por el otro, se prepara para persuadir a su auditorio (retórica stricto sensu) o convencer a un adversario (dialéctica).
La tópica es un conjunto de tópicos que sirven para desarrollar argumentos (es un ars inveniendi). La finalidad de esta parte de la retórica es establecer los contenidos del discurso. El sustantivo inventio (del latín invenire) significa "hallazgo", pues el orador debe seleccionar, hallar, en un repertorio prefijado de temas aquellos que son los más adecuados a su exposición. 
El diccionario de la Academia de la Lengua Española, se explica que su uso en retórica debe ser en masculino plural. Y define "tópico" como "lugar común que la retórica antigua convirtió en fórmulas o clichés fijos y admitidos en esquemas formales o conceptuales de que se sirvieron los escritores con frecuencia". Así, la tópica es un conjunto de lugares comunes, topoi o loci, es decir, ideas susceptibles de ser utilizadas en el discurso. 
Por ejemplo, en la Invención retórica, Cicerón enumera once lugares comunes que permiten hablar de una persona: nombre, fortuna, estudios, naturaleza, hábito, consejos, modo de vida, afección, hechos, accidentes, discursos. Tradicionalmente, los tópica incluyen los siguientes lugares que, a su vez, se dividen en otros: persona, cosa, lugar, instrumento, causa, modo, tiempo, comparación y argumentación.

## Aristóteles y los tópica
Lo que hoy se conoce como lógica aristotélica, Aristóteles lo hubiese llamado "analítica". El reservaba el término lógica para la dialéctica. La obra lógica de Aristóteles fue compilada en seis libros aproximadamente en el siglo I d. C. entre ellos Los Tópica. Los libros II a VI de Los Tópica están destinados a ofrecer una colección de topoi, aunque Aristóteles no define explícitamente lo que son.